# 宦儒章
宦儒章（?—?），字含先，一字憲庵，贵州遵義人，清朝政治人物、同進士出身。

## 生平
乾隆十七年（1752年）太后六旬壬申恩科進士，三甲九十七名，后歷官湖南桂陽知州、永州知府。